# Slezské valy

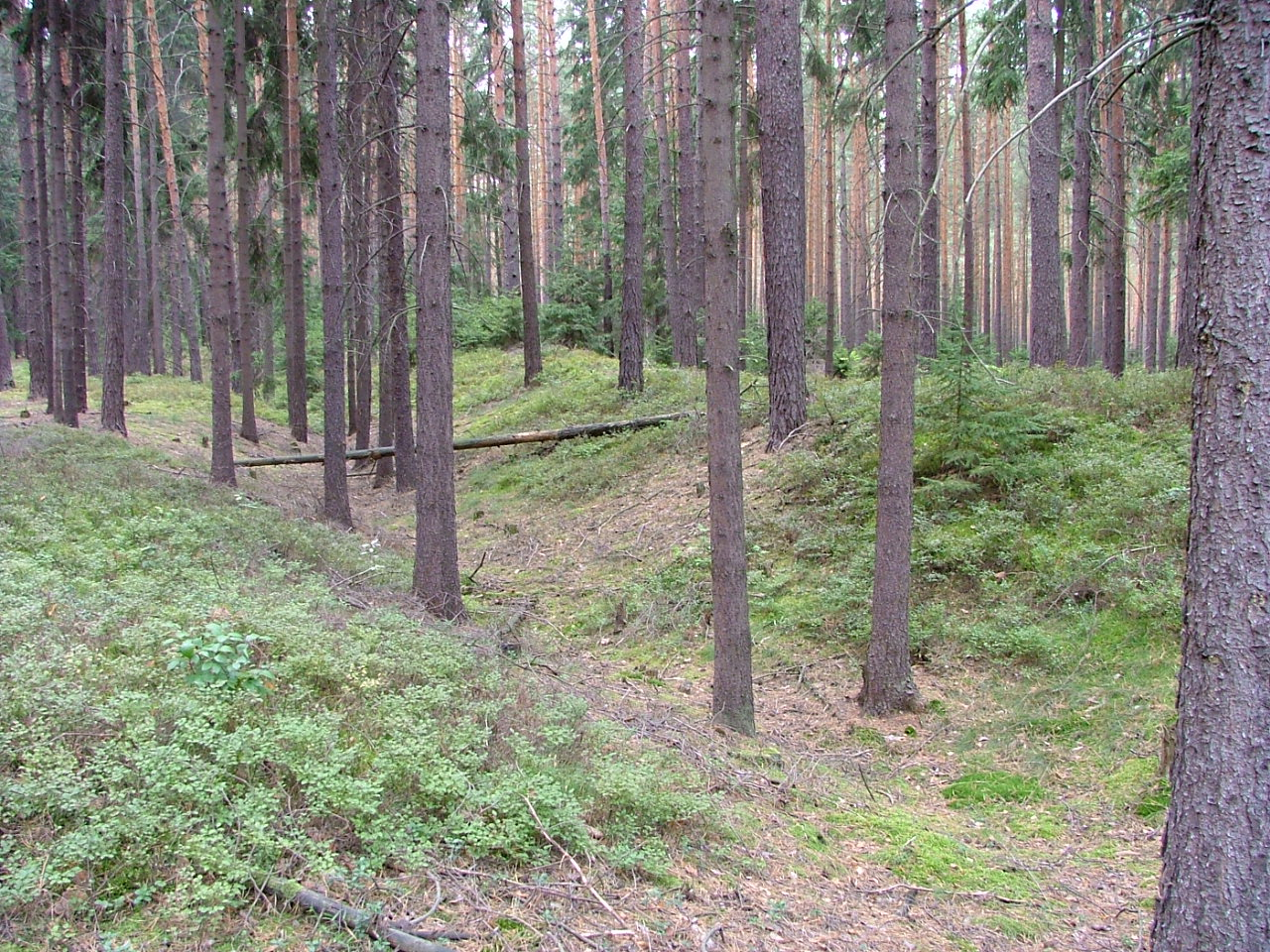
Slezské valy poblíž Šprotavy.

Slezské valy je označení pro opevnění dvou až tří valů s příkopy procházející Dolním Slezskem. Opevnění je dlouhé desítky kilometrů, některé úseky jsou ještě viditelné u Šprotavy a Kožuchova. Původ valů není dodnes spolehlivě vysvětlen, existuje mnoho teorií. Podle jedné mohly být například postaveny v 8. až 9. století několika slezskými kmeny k zajištění obrany západního území Slezska, případně polským knížetem Boleslavem Chrabrým či markrabětem Gerem na obranu před Měškem I.